# Netfilter
Netfilter – framework w jądrze Linux służący do przechwytywania i zmieniania ruchu sieciowego. Składa się z szeregu punktów w kodzie obsługi sieci, w których można umieszczać funkcje odpowiedzialne za analizę i zmianę pakietów sieciowych. Punkty te są pogrupowane w tablice, a funkcje przyłączone w danym punkcie nazywane są łańcuchami. Netfilter jest także nazwą projektu dostarczającego aplikacje do obsługi tego frameworka.
Podstawową aplikacją pakietu netfilter jest iptables. Jest to aplikacja przestrzeni użytkownika służąca do obsługi części netfilter pracującej w warstwie IP, prócz tego dostępne są ebtables – służące do konfiguracji netfilter dla mostów sieciowych oraz arptables służące do zarządzania komponentami odpowiedzialnymi za filtrowanie ARP.

Ścieżki przepływu pakietów przez podsystem obsługi sieci kernela Linux